# Бисјер Бадиј
Бисјер Бадиј (фр. Bussière-Badil) насеље је и општина у југозападној Француској у региону Аквитанија, у департману Дордоња која припада префектури Нонрон.
По подацима из 2011. године у општини је живело 465 становника, а густина насељености је износила 23,41 становника/km². Општина се простире на површини од 19,86 km². Налази се на средњој надморској висини од 190 метара (максималној 292 m, а минималној 125 m).

## Демографија
| 1962. | 1968. | 1975. | 1982. | 1990. | 1999. | 2011. |
| ----- | ----- | ----- | ----- | ----- | ----- | ----- |
| 523   | 584   | 595   | 540   | 530   | 523   | 465   |

График промене броја становника у току последњих година